# Espresso Macchiato
„Espresso Macchiato“ је песма естонског репера и певача Томија Кеша (Томас Тамеметс). Написали су је Тамеметс и фински текстописац Јоханес Наукаринен, а продукцију такође Наукаринен. Сингл је објављен 7. децембра 2024. и представљала је Естонију на Песми Евровизије 2025.

## Позадина и композиција
„Espresso Macchiato“ је денс поп песма коју карактеришу типичан реп ток и елементи електро свинга. Текст, написан макаронском мешавином поломљеног енглеског, шпанског енглеског језика и broccolino дијалекат америчког италијанског језика, написали су Томи Кеш заједно са Јоханесом Наукариненом. У интервјуу за Kroonika, Кеш је изјавио да је идеја за песму рођена „природно“, без намере да је напише посебно за Песми Евровизије. Наукаринен је посебно био један од текстописаца песме "Cha Cha Cha" финског репера Каарија, који је представљао Финску на Песми Евровизије 2023.

## Музички спот
Пратећи визуализатор, објављен уз песму преко Томијевог Јутјуб канала, приказује га како седи испред стола док припрема и испија макијато, што је песми и дало њен наслов. Минималистички амбијент и понављајући гест подсећају на снимак америчког уметника Ендија Ворхола како једе хамбургер из данског документарца 66 сцена из Америке редитеља Јергена Лета.
У фебруару 2025. снимање званичног музичког спота је било у Барселони, који је објављен 16. марта. У споту, Томи Кеш примарно плеше са својим двојником, а њих двојица бивају усисани у папирну чашу и „спајају се“ у једну јединку.

## Пријем и контроверза
„Espresso Macchiato“ садржи текстове о шпагетама, мафијашким личностима  и другим стереотипима повезаним са италијанском културом, што га је учинило предметом значајне контроверзе у италијанској штампи. Након победе на Eesti Laul, РАИ је посветио извештаје њој и италијанском удружењу потрошача Codacons је затражило од Европске радиодифузне уније да дисквалификује песму са такмичења због њеног „увредљивог“ садржаја и стереотипа усмерених ка Италији и Италијанима, пријавивши организацији „јасно“ кршење правила догађаја која забрањују учешће дискриминаторних песама или песама које вређају друге људе. Политички представници Северне лиге, укључујући потпредседника Сената Републике Ђан Марка Чентинаја, такође су позвали на дисквалификацију песме, тврдећи да „ко год вређа Италију мора да се држи подаље од Евровизије“.
У чланку написаном за LaC News24, Лука Арнау је дефинисао „Espresso Macchiato“ као „не песму“, већ као „искуство. Експеримент. Оду италијанској карикатури, зачињену текстом који као да је изашао из Google преводиоца на acid-у “.

## Песма Евровизије 2025.

### Eesti Laul2025
Eesti Laul 2025 било је 17. издање националног такмичења Eesti Laul, које је организовао ERR како би одабрао свог представника за Песму Евровизије 2025. Такмичење се састојало од финала са 16 песама, одржаног у Unibet арени у Талину 15. фебруара 2025. Победник је изабран у два круга гласања. У првом кругу, жири (50%) и гласање публике путем телевизије (50%) одредили су три најбоља рада која су прошла у суперфинале, током којег је победник у потпуности изабран гласањем публике путем телевизије..
6. новембра 2024. Томас Тамеметс (Томи Кеш) је најављен као један од учесника са песмом „Espresso Macchiato“. Песма је победила у финалу, доневши му право да представља Естонију на предстојећој Евровизији 2025.

### Евровизија
Песма Евровизије 2025. се одржала у Санкт Јакобсхалеу у Базелу. Током жреба за расподелу одржаног 28. јануара 2025., Естонија је извучена да се такмичи у првом полуфиналу, наступајући у првој половини. Песма се пласирала у финале и освојила је 356 поена, чиме се Естонија нашла на трећем месту.

## Топ листе
| Chart (2025)               | Peak position |
| -------------------------- | ------------- |
| Estonia Airplay (TopHit)   | 1             |
| Italy (FIMI)               | 69            |
| Latvia (LaIPA)             | 18            |
| Lithuania (AGATA)          | 35            |
| Lithuania Airplay (TopHit) | 7             |

| Chart (2025)               | Peak position |
| -------------------------- | ------------- |
| Estonia Airplay (TopHit)   | 1             |
| Lithuania Airplay (TopHit) | 11            |